# Fontana di Nettuno (Madrid)

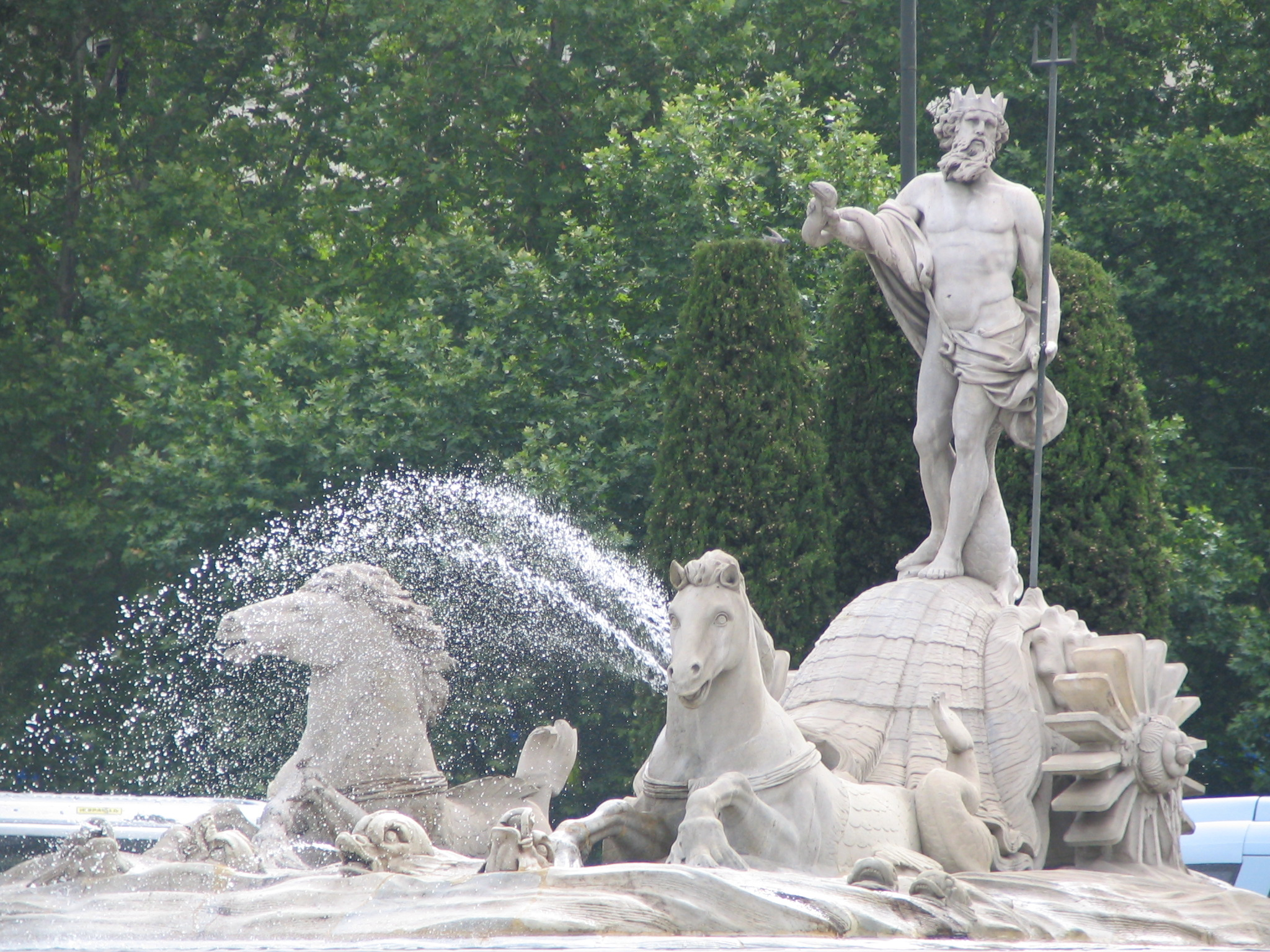
La fontana in Plaza de Cánovas del Castillo

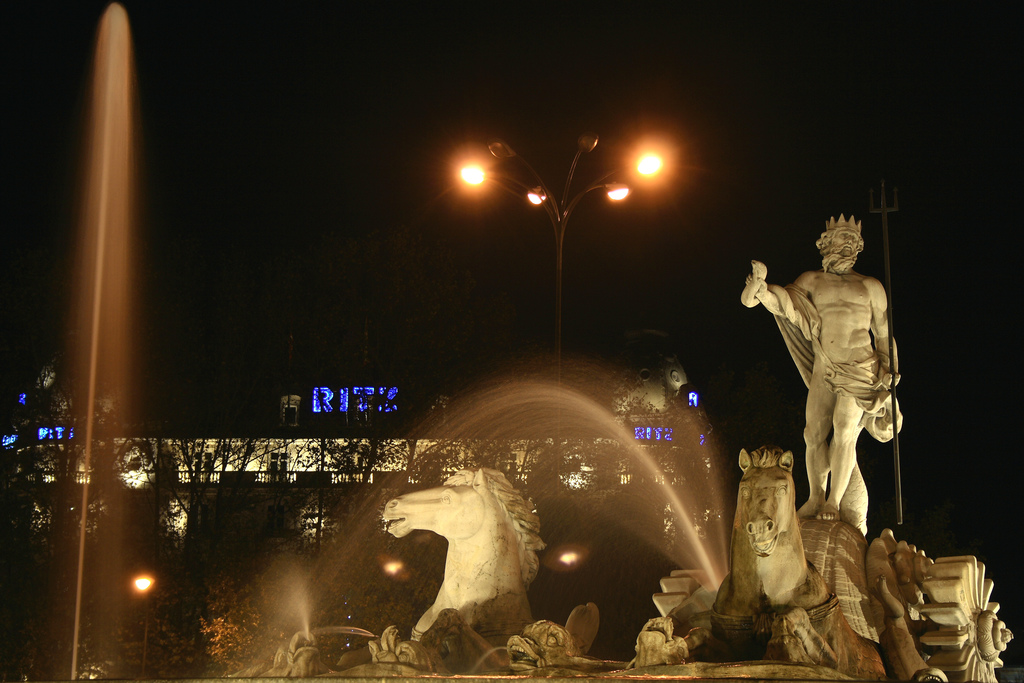
Vista notturna della Fuente de Neptuno.

La fontana di Nettuno è una fontana di Madrid.

## Storia
Fu progettata da Ventura Rodríguez nell'anno 1782, e realizzata tra il 1780 e il 1784 da Juan Pascual de Mena, che la scolpì tutta in marmo bianco proveniente da Montesclaros (Toledo), come parte dei lavori di rinnovamento del Salón del Prado.
La fontana, che in principio era situata all'estremo del Prado de Apolo, e guardava verso la Fuente de Cibeles, fu trasferita al centro della plaza de Cánovas del Castillo nel 1898, luogo dove rimase definitivamente.
I tifosi dell'Atlético Madrid vanno a questa fontana a festeggiare i loro titoli, in contrapposizione con i tifosi del Real Madrid, che si recano alla Fuente de Cibeles.

## Descrizione
Occupa il centro della plaza de Cánovas del Castillo, nella capitale spagnola. 
Consiste in un gran pilone circolare nel cui centro si trova il dio Nettuno, dio dei mari, con un serpente attorcigliato sulla mano destra e il tridente nella sinistra, su di un carro formato da una conchiglia tirata da due cavalli marini con coda di pesce. Attorno al carro si vedono foche e delfini che gettano acqua a una grande altezza. Il dio delle acque alluderebbe alla riforma della Marina di Carlos III, che rinnovò per renderla più competitiva e rinforzare il legame con le colonie.
Forma parte, assieme alla Fuente de Cibeles e alla fontana di Apollo o delle Quattro Stagioni, dei tre grandi gruppi di sculture progettati da Ventura Rodríguez per il Salón del Prado.